# Krucipüsk
Krucipüsk je česká hudební skupina. Žánrově se pohybuje v rozmezí heavy metalu, thrash metalu, hardcoru a crossoveru.

## Historie

### Počátky a debutové album Ratata (1991 - 1995)
Skupina Krucipüsk vznikla v roce 1991, kdy se Tomáš Hajíček (zpěv, bicí), leader punkové skupiny Hubert Macháně, připojil ke thrashmetalové skupině Veteš ve složení Pavel Zadražil (kytara), Petr Slavík (basa) a Jan Zrůst (bicí). Přibližně po měsíci zkoušení do sestavy nastoupil Petr Paulus jako druhý kytarista. O několik měsíců později skupina vydala debutové album Ratata u vydavatelství Monitor. Přestože deska není zvukově kvalitní, obsahuje syrový a energický materiál ve stylu crossover thrash s humorně laděnými texty. Hudební inspirací pro Krucipüsk se stala mimo jiné americká kapela Suicidal Tendencies.
V roce 1993 absolvovala kapela turné s kapelami Debustrol a Kabát. Objevila se také na výběrových CD Ultrametal 1–3, 13 fláků od Kaťáků a dalších. V tomto období dále koncertovala a připravovala materiál na své další studiové album.

### Album Cirkus dneska nebude a změna sestavy (1995 - 1997)
Krucipüsk ve stejné sestavě natočil druhé studiové album s názvem Cirkus dneska nebude, které bylo opět vydáno vydavatelstvím Monitor. Oproti debutové desce je album opatřeno lepším zvukem, je výrazově bohatší a obsahuje méně thrashmetalových prvků. Některé skladby jsou rozšířeny o dechové aranže. Hudební publicisté jej zpětně označují za počátek prvního výrazně kreativního období kapely. Titulní skladba, k níž vznikl videoklip, se dlouhodobě drží v koncertních setlistech a bývá používána jako podklad pro představování členů kapely. V rámci propagace alba vystupoval Krucipüsk na velkých letních festivalech.
Následně došlo ke změně sestavy: Tomáš Hajíček obsadil všechny posty novými členy. Kytaristou se stal Aleš Makyta (dříve King Size), bicí převzal Tomáš Marek (působil v několika libereckých skupinách) a pozici baskytary dočasně zastupoval sekvencer. Po několika měsících zkoušení kapela hledala stálého baskytaristu. Na tomto postu se vystřídali například Cizák (ex Debustrol) a Jan Peknuša (Drobný za bůra, Solomon Bob ad.). Nakonec se stálým baskytaristou stal Karel Adam (dříve Vitacit, Citron a Kreyson).

### Album Bigada Bigada Baby a další personální změny (1998 - 2000)
V roce 1998 skupina nahrála album Bigada Bigada Baby, které vyšlo u vydavatelství Popron. S touto deskou kapela odehrála řadu koncertů napříč Českou republikou. Album představuje stylový posun – Krucipüsk zde ustupuje od původního thrashmetalového projevu a přiklání se více k energickému rock'n'rollu. Deska obsahuje jak melodické, tak tvrdší a experimentálnější skladby, často s tanečně rytmizovaným základem a prvky funku, zejména v kytarových linkách. Textová složka je odlehčená a humorná. Album bylo podpořeno videoklipem k písni „El Torro“. 
V roce 1999 se kapela rozloučila s kytaristou Alešem Makytou, jehož nahradil Robin Davídek (dříve Motorband a Vitacit). Krátce poté odešel bubeník Tomáš Marek ke skupině Lucie a za bicí usedl Josef Cigánek (ex Team, Miloš Dodo Doležal, Wain).
V roce 2000 Cigánka vystřídal Daniel Hafstein (ex Mewa, Kreyson, Vitacit, Motorband, Brichta), který však po třech měsících kapelu opustil a vrátil se ke své domovské kapele Mewa. Na jeho místo nastoupil liberecký bubeník Vojtěch Douda (ex Black Cat), který se stal stabilní součástí sestavy.

### Album ~4~ (2001 - 2003)
V roce 2001 skupina vydala nové album s názvem ~4~ u společnosti Sokol Power Voices. Stylově se pohybuje v temně laděném heavy metalu s přesahy do dalších žánrů, jako jsou thrash metal, funk a rap. Některé skladby mají až hororovou atmosféru. Texty se vyznačují absurdním humorem a parodickým tónem a tematicky se dotýkají náboženství, sexuality, mystiky, kriminality a smrti. Album se setkalo s velmi příznivým přijetím. Zpětně bývá hodnoceno jako jedno z nejlepších děl kapely a získalo si kultovní status.
Skupina následně absolvovala turné s kapelami Divokej Bill a Doga a pravidelně vystupovala na letních festivalech.
V červnu 2002 kapelu opustili kytarista Robin Davídek a baskytarista Karel Adam. Na jejich místa nastoupili René Rypar (dříve Eleison, později Support Lesbiens a Portless) a Jarin Janek (ex Eleison, později Benedikta). Manažerskou podporu převzala agentura Pink Panter.

### Album Druide! a turné s kapelou Kabát (2004 - 2006)
Roku 2004 vydala skupina své páté studiové album Druide! u společnosti EMI-Monitor. Nahrávka se vyznačuje temnějším syrovějším zvukem, přičemž výjimku tvoří odlehčená závěrečná skladba „Rock'n'roll to není prdel!“. Na některých skladbách se podílel smyčcový kvartet, autorem většiny hudby byl kytarista René Rypar.
Album bylo kritiky přijato kladně, v recenzích byl oceňován zejména živelný a výrazný pěvecký projev Tomáše Hajíčka. Druide! je často označováno jako nejzdařilejší album skupiny a významný milník její diskografie.   Mezi nejznámější skladby patří titulní „Druide!“, dále „Láska je kurva“, „Cesta“ a „Rock'n'roll to není prdel!“, které se staly součástí koncertních setlistů. K písni „Cesta“ byl natočen videoklip.
Po vydání alba následovalo celorepublikové turné s kapelou Kabát, jehož průměrná návštěvnost činila přibližně 15 000 diváků. Krucipüsk poté vystupoval na řadě velkých i menších českých festivalů.
V roce 2005 odešel René Rypar do kapely Support Lesbiens a na jeho místo nastoupil Jarmut Gabriel (ex Mewa). V témže období absolvovala kapela přibližně 90 koncertů ročně. Baskytarista Jarin Janek odešel do své domovské skupiny Benedikta a byl nahrazen slovenským hudebníkem Maťo Ivan (ex BSP, Chameleón). V roce 2006 Maťo Ivan ze skupiny odešel a jeho post zaujal Milan Cimfe (producent, Studio Sono; One Season Band Michala Pavlíčka). Kapela pokračovala v koncertní činnosti a připravovala materiál na další album.

### Album Ahoj a DVD Pardon (2007 - 2008)
Šesté studiové album s názvem Ahoj vyšlo 1. dubna 2007. Poprvé jej kapela vydala vlastním nákladem a následně s ním absolvovala první samostatné turné. Album navázalo na syrový zvuk předchozí desky, doplněný o žánrové experimenty. Přesto se nesetkalo s tak jednoznačně pozitivním přijetím jako jeho předchůdce. Ačkoliv byly recenze v době vydání převážně vstřícné, někteří publicisté později hodnotili album jako částečný ústup z pozic. Retrospektivně bývá zmiňováno jako ukončení prvního kvalitativně plodného období skupiny. Úvodní skladba „Hümnüs“ obsahuje kritiku politických postojů tehdejšího prezidenta Václava Klause. Titulní píseň „Ahoj“ nese ekologický podtext a tematizuje vztah člověka k přírodním živlům. Album doplnil animovaný videoklip k písni „Morski Pas“.
V listopadu 2007 vyšlo koncertní DVD Pardon, které zachycuje křest alba Ahoj v pražském klubu Roxy. V roce 2008 došlo ke změně na postu baskytaristy – novým členem se stal Marek Haruštiak, který dříve působil ve skupinách Five O'Clock Tea, Dymytry, Chameleon a Victoria.

### Album Amen a příchod Richarda Scheuflera (2009 - 2011)
Dne 1. listopadu 2009 vyšlo sedmé studiové album Krucipüsku s názvem Amen. Album doprovázel videoklip k písni „Kafe a cigára“.
Nahrávka získala převážně pozitivní ohlasy, a to zejména za svou hudební pestrost, propracovanost a výraznou melodičnost v kontextu dosavadní tvorby skupiny. Album kombinuje syrový zvuk s hutnými kytarovými riffy, přičemž dobové recenze poukazovaly také na mírné zklidnění pěveckého projevu frontmana Tomáše Hajíčka. V pozdějších letech však někteří recenzenti (např. na Metalforever.info a Musicserver.cz) označili album za slabší položku diskografie, s méně čitelným směřováním a experimentálnějším charakterem. V období alba Amen zpěvák Tomáš Hajíček změnil image a nechal si narůst plnovous. V první polovině roku 2011 se novým baskytaristou stal Richard Scheufler.

### Abum Rodinnej diktát (2011 - 2012)
Dne 1. listopadu 2012 vyšlo osmé řadové album s názvem Rodinnej diktát.

Většina dobových recenzí vyzdvihovala svobodomyslnost a hravost materiálu a udělovala poměrně pozitivní hodnocení.

Recenze na webu Musicserver.cz však uvedla, že album není dostatečně výrazné, energické ani nápadité a že mu škodí všudypřítomný funky nádech. Server Metalforever.info zpětně hodnotil album jako obskurní a nepodařené. Téhož roku podlehla rakovině dlouholetá manažerka kapely a manželka zpěváka Ivana Buková.

### Album Boombay a odchod Richarda Scheuflera (2013 - 2015)
Dne 1. listopadu 2013 vydala skupina Krucipüsk své deváté řadové album s názvem Boombay. Album se vyznačuje aranžérskou pestrostí a experimenty, například použitím dechových nástrojů ve dvou skladbách. V dalších dvou skladbách účinkuje jako host Roman Holý (J.A.R., Monkey Business, Neruda). Hudební kritika však desku přijala převážně negativně. Kromě několika výjimek (např. magazíny Spark a Muzikus.cz) bylo hodnoceno jako nevýrazné, s nedostatkem energie a slabšími texty. Naopak jiné recenze vyzdvihovaly hravost a barevnost materiálu a poukazovaly na kreativní přístup k tvorbě. Nejčastěji zmiňovanou skladbou byla titulní „Boombay“. K plánovanému videoklipu k albu s hereckým hostem Petrem Čtvrtníčkem nakonec nedošlo. Boombay se stalo také posledním albem, na němž se graficky podílel dlouholetý grafik skupiny Marcel Musil (známý jako „Panzer“), který zemřel 21. dubna 2014. Byl autorem všech dosavadních obalů alb Krucipüsku s výjimkou Druide!, které graficky zpracoval Maťo Mišík.
Dne 1. srpna 2015 opustil kapelu baskytarista Richard Scheufler a jeho místo zaujal Jiří Zika (ex Coma Exit, Coolers, Satelit Canibal).

### Album Tintili Vantili (2015 - 2016)
Album Tintili Vantili vydala skupina Krucipüsk 1. listopadu 2015. Deska byla odbornou kritikou vnímána jako návrat ke tvrdší a energičtější podobě kapely. Ačkoliv nedosahovala hitovosti alb z přelomu tisíciletí, recenzenti oceňovali větší důraz na syrovost, nápaditost a vyváženost skladeb v porovnání s předchozími nahrávkami. K albu vznikl také oficiální videoklip k písni „Pohodex“.

### Album Sine Amore Nihil (2017 - 2018)
Dne 1. listopadu 2017 vyšlo jedenácté studiové album skupiny Krucipüsk s názvem Sine Amore Nihil. Podle hudebních recenzentů album představuje další kvalitativní posun kapely, přičemž se vyznačuje tvrdším, místy až stoner rockovým zvukem. Server Metalforever.info jej označil za nejlepší nahrávku skupiny od alba Druide!, ačkoliv neřadil desku k absolutním vrcholům diskografie.
Pozitivní ohlas zaznamenala deska i na dalších portálech. Musicserver.cz ocenil návrat k razantnímu projevu, zatímco magazín Rock&All zdůraznil ucelenost a energii nahrávky.
K písni „Gin“ vznikl oficiální videoklip, pro který byly využity záběry z filmu Burácení režiséra Adolfa Ziky. Hlavní roli v něm ztvárnil zpěvák Tomáš Hajíček.
Po koncertě v Jablonci nad Nisou dne 16. listopadu 2017 byla oznámena nová sestava kapely. Tomáše Hajíčka doplnili Matěj Čejchan (kytara), Josef Křeček (baskytara) a Tomáš Hajíček ml. (bicí). 

### Album Country Hell a období pandemie (2019 - 2022)
V roce 2019 došlo ke změně v sestavě, kdy kapelu opustil kytarista Matěj Čejchan. Na jeho místo nastoupil slovenský hudebník Peter Boška, známý z působení ve skupinách Kreyson, Cocotte Minute nebo King Size.
S novou sestavou kapela připravila dvanácté studiové album s názvem Country Hell, které vyšlo 1. listopadu 2019. Album se od předchozích nahrávek odlišuje přístupnějším a méně tvrdým zvukem, přičemž některé skladby opět využívají dechové nástroje. Kritiky bylo přijato převážně pozitivně. Hudební servery jako Metalforever.info a Musicserver.cz ocenily nadšení kapely a spojení jednoduchosti a silných skladeb. 
Titulní píseň, která album uzavírá, svým textem naráží na politiku tehdejšího úřadujícího prezidenta České Republiky Miloše Zemana Od 8. listopadu od 28. prosince k albu kapela odehrála hojně navštěvované stejnojmenné turné. 20. prosince kapela zveřejnila videoklip k titulní písni desky.

V roce 2020 byla kvůli pandemii covidu-19 zrušena plánovaná oslava 30 let kapely. Místo toho zveřejnila kapela několik videoklipů – například ke skladbám „Zabil jsem robota“ nebo „Mamánek“, ve kterém účinkovali herci Leoš Noha a Ladislav Hampl. Videoklip k písni „Mamánek“ se stal jedním z nejsledovanějších v historii skupiny. Během roku 2021 kapela zveřejnila nové singly „Chiméry“ (doprovozený lyric videem) a „Long Vehicle Party“ (doprovozený oficiálním videoklipem). V květnu 2021 oznámil odchod kytaristy Petera Bošky, jehož nahradil David Pavlík z RockOpery Praha.
Dne 1. dubna 2022 se uskutečnil odložený jubilejní koncert k 30 letům existence ve Foru Karlín, který byl zaznamenán a vydán na nosiči s názvem 30+2 roky v pekle. Z koncertu vzešlo několik koncertních videoklipů, například k písním „La Muerte“, „Máme se“, „Sexy woodoo“ a „Zas a zas“.

### Album HovnoZle a dočasné přerušení aktivit (2023 - současnost)
Dne 1. listopadu 2023 vydala skupina třinácté studiové album HovnoZle. Nahrávka se vyznačovala tvrdým, hutným a energickým zvukem, doplněným image pouličního gangu. Kritici převážně hodnotili album pozitivně a oceňovali zpěvákův projev, groove a množství hitových skladeb. Server Musicserver.cz byl ve své recenzi zdrženlivější a uvedl, že album postrádá více silných momentů a textově nemusí oslovit všechny posluchače. Album bylo 31. května 2024 podpořeno videoklipem k písni „Zlej kluk“, v němž účinkovali Leoš Noha a Bára Basiková.
Dne 15. dubna 2024 utrpěl zpěvák Tomáš Hajíček při dopravní nehodě vážné zranění páteře, což vedlo k dočasnému přerušení činnosti skupiny. V srpnu 2024 kapela oznámila návrat na listopadové turné Zmrtvýchvstání s hostem Xavierem Baumaxou, avšak v říjnu bylo turné z důvodu hospitalizace bubeníka Tomáše Hajíčka mladšího odloženo o rok. Na koncertní pódia se skupina vrátila na jaře 2025. Tomáš Hajíček mladší tehdy uvedl, že ačkoli album HovnoZle nebylo možné kvůli událostem dostatečně odprezentovat, nové singly by mohly vyjít na jaře 2026.

## Diskografie

### Studiová alba
- 1993 – Ratata
- 1996 – Cirkus dneska nebude
- 1998 – Bigada Bigada Baby
- 2001 – ~4~
- 2004 – Druide!
- 2007 – Ahoj
- 2009 – Amen
- 2012 – Rodinnej diktát
- 2013 – Boombay
- 2015 – Tintili Vantili
- 2017 – Sine Amore Nihil
- 2019 – Country Hell
- 2023 – HovnoZle

### Výběrová alba
- 2002 – 10 YEARS

### Videonahrávky
- 2007 – Pardon
- 2022 – 30+2 roky v pekle